# Газовая пружина
Га́зовая пружи́на (газли́фт) — разновидность пружины, в которой упругим элементом является газ, находящийся в цилиндре и периодически сжимаемый поршнем.
Сленговое название газлифт является устоявшимся в мебельной индустрии.
Не следует путать газовую пружину и амортизатор. Последние также часто встречаются в автотехнике и быту, но имеют другое назначение (а именно — гашение колебаний или скорости перемещения). Часто газовая пружина совмещает в себе функцию амортизатора, оказывая дополнительное сопротивление движению.

## Применение
Газовые пружины используются в конструкциях автомобилей, где они принимают на себя вес двери, капота или крышки багажника при открывании. Газовые пружины применяются также в раскладной мебели, в пневматическом оружии, в медицинском и аэрокосмическом оборудовании.

## Устройство

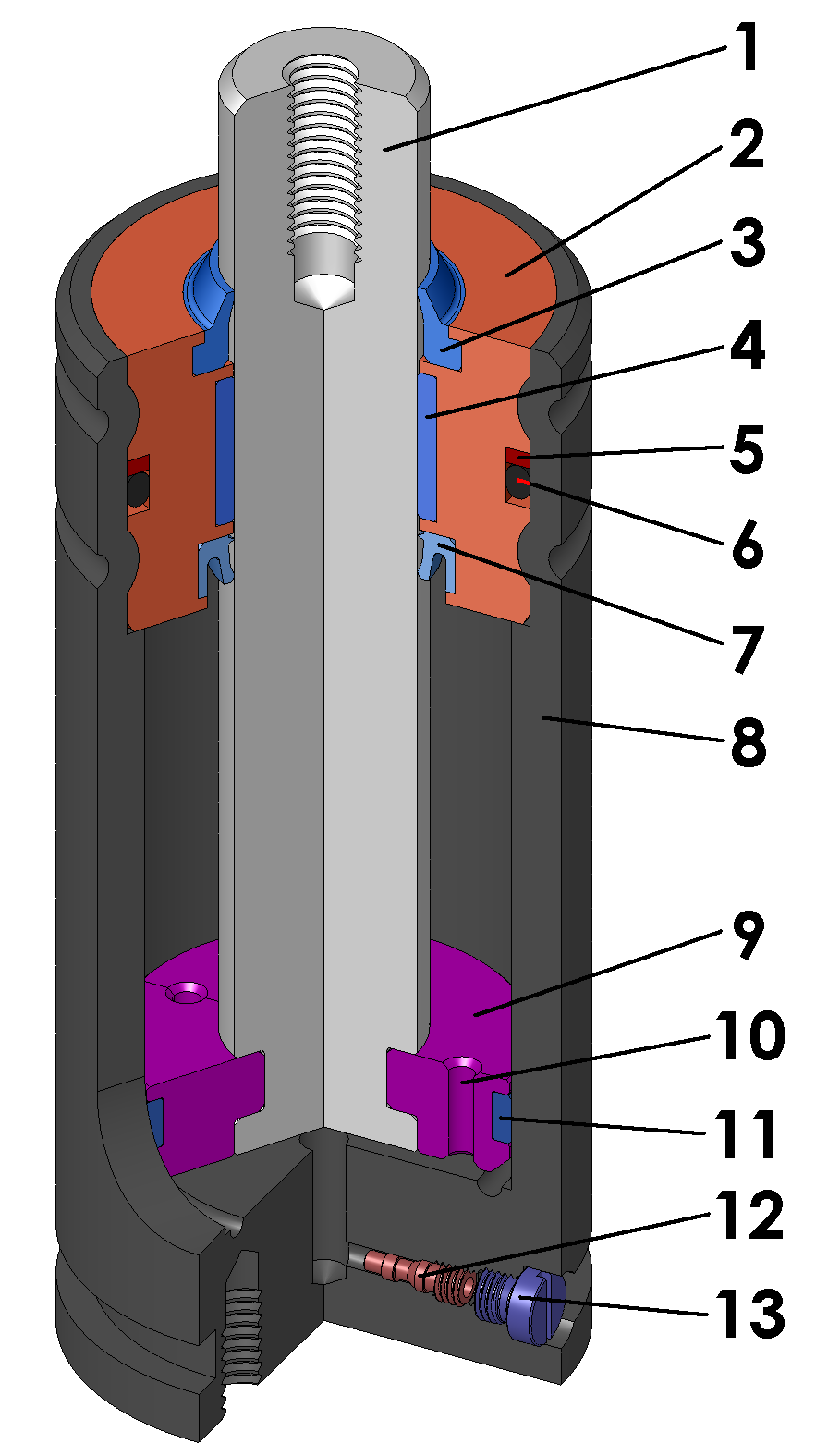
Устройство газовой пружины

Типовая промышленная газовая пружина представляет собой герметичный цилиндр (8) в котором свободно перемещается шток (1). Втулка (2), пыльник (3), подшипник скольжения (4) и сальники (6, 7) обеспечивают герметичное перемещение штока. Центрирующая втулка-поршень (9) и перепускной клапан (10) предохраняют шток от перекоса и обеспечивают демпфирующие свойства пружины.
Некоторые пружины имеют регулятор, управляющий перепускным клапаном (10). Когда клапан закрыт, жёсткость пружины значительно возрастает, так как увеличивается площадь газового упора (вместо диаметра штока — диаметр поршня). Такие пружины называются блокируемыми.
Как правило, газовые пружины заправляются один раз при изготовлении при давлениях от 5 до 200 атмосфер. Тем не менее иногда специальные пружины низкого давления снабжаются ниппелем (12) для регулировки жёсткости. Пружины однократной заправки накачивают через сальник (7) при сборке. В таких пружинах цилиндр делается глухим.
В качестве газа в пружинах обычно используется азот, реже воздух. Газ осушают и очищают от пыли во избежание повышенного износа и коррозии. Для смазки деталей в цилиндр заливают небольшое количество машинного масла.
В отличие от жидкостных пружин, газовые пружины обеспечивают больший ход поршня, но меньшее усилие на штоке. Типовые значения хода — от единиц до десятков сантиметров (изменение длины до 45 % от общей длины пружины). Типовые усилия — от единиц до сотен килограмм.
Давление газа, усилие и диаметр штока для неблокированных газовых пружин можно примерно оценить формулой
{\displaystyle F=PS=P\pi D^{2}/4,}
где {\displaystyle F} — усилие в ньютонах;
{\displaystyle P} — давление газа в паскалях;
{\displaystyle S} — площадь штока, м²;
{\displaystyle D} — диаметр штока, м.

## Газовые пружины для офисных кресел

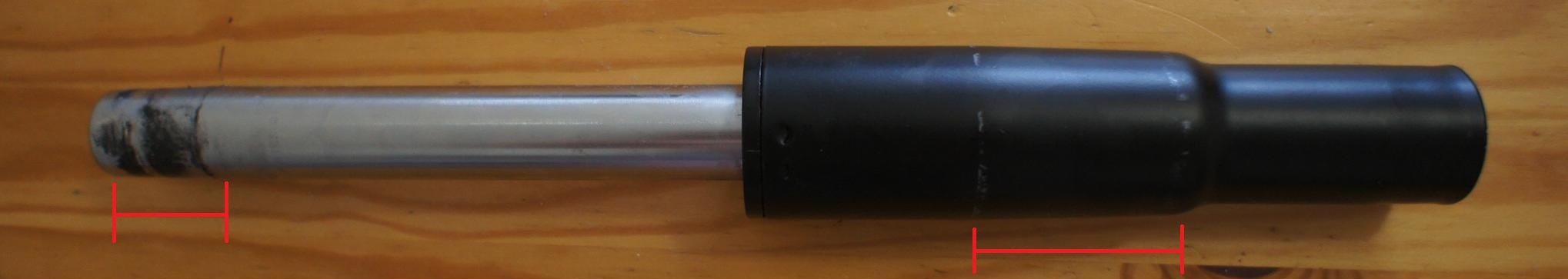
Газлифт офисного кресла. Красным отмечены зоны посадочных конусов: слева верхний конус, справа нижний

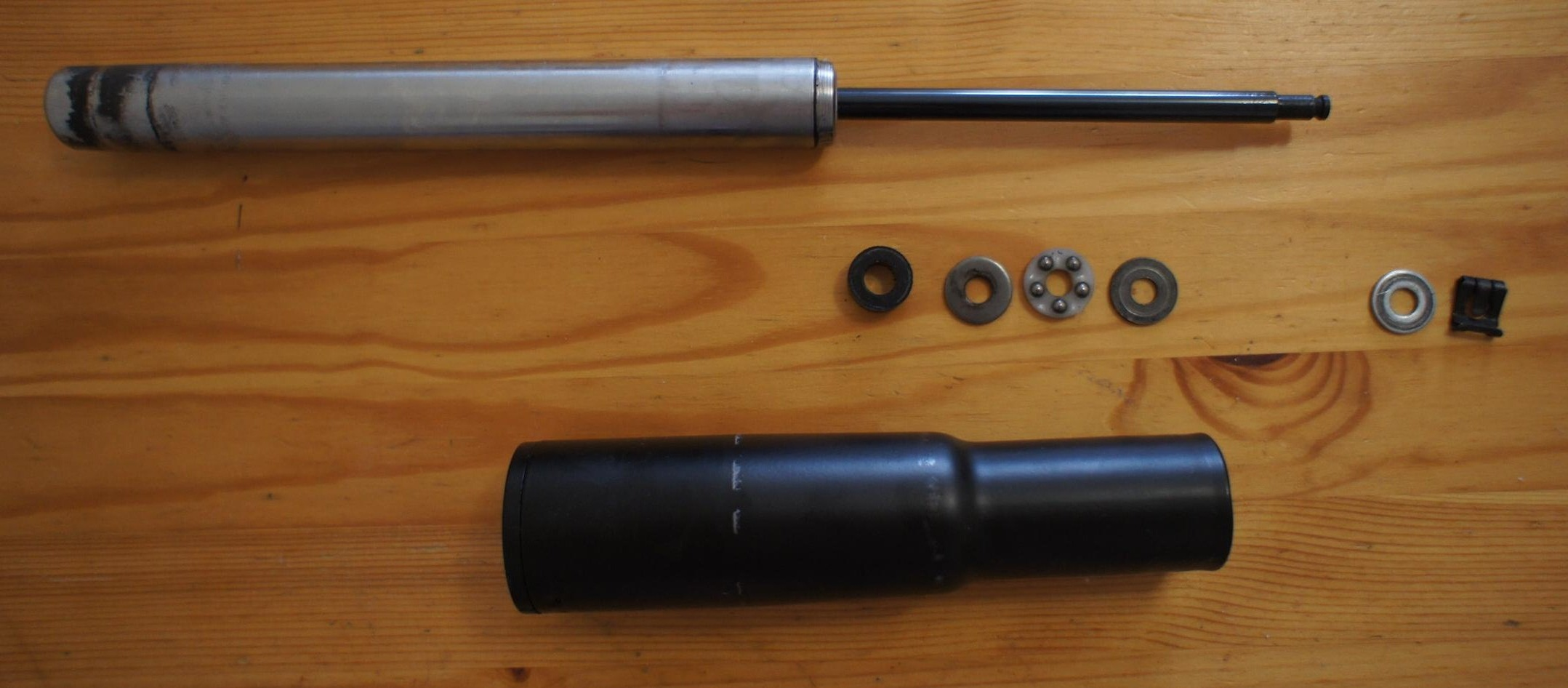
Частично разобранный газлифт. Сверху собственно пружина, снизу опорная гильза, упорный шарикоподшипник и фурнитура

Широко распространены специальные блокируемые газовые пружины для офисных кресел (газлифты). В них перепускной клапан (10) открывается кнопкой на штоке. При закрытом клапане пружина очень жёсткая и под весом человека имеет короткий ход, подпружинивая кресло. При открытом клапане шток может перемещаться на полную длину пружины. Таким образом регулируют кресло по высоте.
Большинство современных газлифтов делаются двухтрубными. В них кнопка находится не на штоке, а на глухом торце цилиндра. Перетекание газа между объёмами над и под поршнем в такой пружине происходит через зазор между трубами. Двухтрубная конструкция уменьшает поперечные нагрузки на шток и уплотнители, упрощает конструкцию штока.
Посадочные размеры современных газлифтов для офисных кресел унифицированы. Газлифты выпускаются с полной длиной от 200 до 800 мм и регулируемой глубиной от 40 до 300 мм. Для облегчения вращения кресла в конструкцию газлифта включают упорный шарикоподшипник.

### Безопасность газлифтов
Газлифт является устройством с высоким давлением газа и потому требует особого отношения к производственному качеству. Имеются стандарты, предъявляющие такие требования и лаборатории, осуществляющие сертификацию газлифтов. Наиболее известен стандарт DIN 4550 «Office Furniture — Self-supporting Energized Devices For The Height Adjustment Of Office Work Chairs — Safety Requirements, Testing». Согласно этому стандарту газлифты могут иметь маркировку допустимой нагрузки в виде надписи «Class» и номера 1—4 (увеличение номера означает увеличение допустимой нагрузки).
Давление в газлифте офисного стула можно приблизительно оценить, исходя из жёсткости пружины в разблокированном состоянии, величиной в 30 атмосфер (стул начинает опускаться при нагрузке около 30 кг и площади штока около 1 см²). Зафиксированы случаи травмирования и даже смертей от разрушения газлифтов.

## Достоинства и недостатки
Достоинства:
- с течением времени не изменяется коэффициент жёсткости;
- имеет более линейную характеристику усилия, что делает их удобными для использования в пневматическом оружии.

Недостатки:
- невысокое относительное удлинение;
- малый ресурс на низких температурах (зависит от материала изготовления сальников).

Особенностью является работа только на сжатие.

## Техника безопасности
Газовые пружины содержат газ под большим давлением. Категорически запрещается вскрывать газовые пружины или наносить повреждения корпусу цилиндра. Взрывной выход газа с каплями масла может нанести серьёзные травмы. Если необходимо вскрыть пружину, то сначала необходимо стравить давление. Безопаснее всего нанести небольшие повреждения штоку и, утопив его в пружину, стравить давление через повреждение. Нарушение техники безопасности может быть особенно опасным для глаз. Известны случаи непроизвольного взрыва газовой пружины в процессе эксплуатации.